# Шушица (Брезніца-Окол, Мехедінць)
Шушица (рум. Șușița) — село у повіті Мехедінць в Румунії. Входить до складу комуни Брезніца-Окол.
Село розташоване на відстані 278 км на захід від Бухареста, 11 км на північний захід від Дробета-Турну-Северина, 105 км на північний захід від Крайови.

## Населення
За даними перепису населення 2002 року у селі проживали 278 осіб, усі — румуни. Усі жителі села рідною мовою назвали румунську.